# ایگور کاسترو
ایگور خوسه ماریگو دِ کاسترو (زاده ۲۵ اوت ۱۹۸۱ - موریائه) بازیکن پیشین  فوتبال اهل برزیل می‌باشد.
او از سال ۲۰۰۲ تا ۲۰۰۷ در تیم‌های برزیلی توپ زد ولی پس از آن در سال ۲۰۰۸ به تیم ذوب‌آهن پیوست، وی در سال ۲۰۱۲ به عضویت تیم راه آهن درآمد.

## افتخارات
- لیگ برتر
- نایب قهرمانی در لیگ برتر فوتبال ایران ۸۸-۸۷ به همراه تیم ذوب‌آهن اصفهان
- نایب قهرمانی در لیگ برتر فوتبال ایران ۸۹-۸۸ به همراه تیم ذوب‌آهن اصفهان
- سومی در لیگ برتر فوتبال ایران ۹۰-۸۹ به همراه تیم ذوب‌آهن اصفهان
- جام حذفی
- قهرمانی در جام حذفی ۸۸-۸۷ به همراه تیم ذوب‌آهن اصفهان
- لیگ قهرمانان آسیا
- نایب قهرمانی در لیگ قهرمانان آسیا ۲۰۱۰ به همراه تیم ذوب‌آهن اصفهان